# Nassenheide
Nassenheide ist der einwohnerstärkste Ortsteil der Gemeinde Löwenberger Land im Norden des Landes Brandenburg.

## Geographie

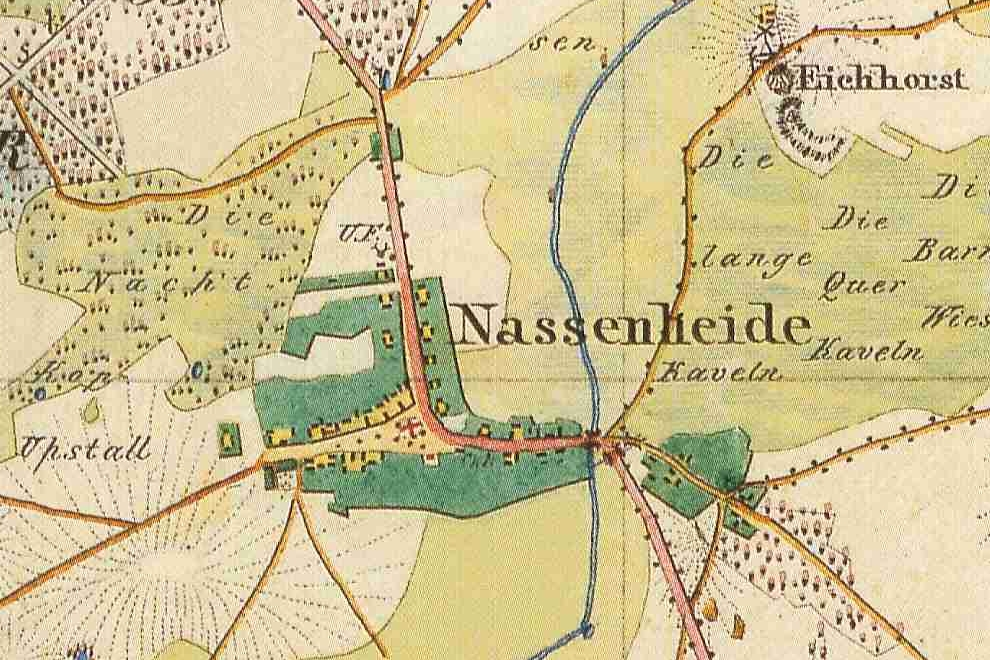
Nassenheide auf einem Messtischblatt der Preußischen Uraufnahme von 1840

Nassenheide liegt im Naturraum der Zehdenick-Spandauer Havelniederung. Der Ortsteil wird von der Bundesstraße 96 durchquert und schließt die Wohnplätze Birkhorst, Birkhorstsiedlung, Mühlensiedlung, Altes Dorf und Waldsiedlung ein. Nassenheide grenzt im Norden an den Ortsteil Grüneberg, im Osten an die Stadt Liebenwalde, im Süden an die Stadt Oranienburg sowie im Westen an die Ortsteile Teschendorf und Neuendorf.

## Geschichte

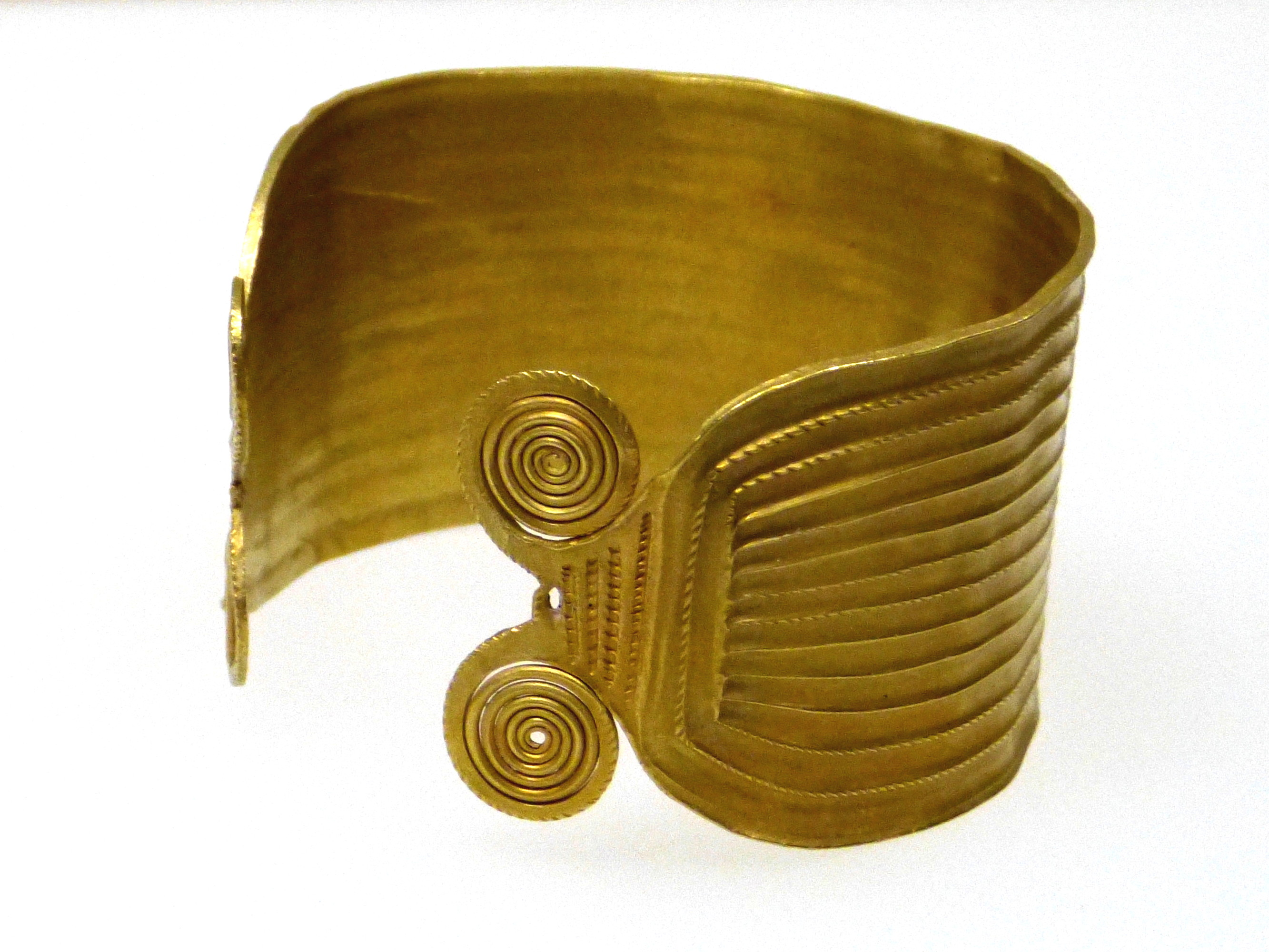
Goldarmbandfund von Nassenheide

Nassenheide wurde 1350 als Nateheide erstmals urkundlich erwähnt. Im Jahr der Ersterwähnung gehörte es zum Schloss Bötzow. Allerdings ist fraglich, ob Nassenheide 1350 noch bewohnt war. Spätestens 1418 war es wüst gefallen. 1428 wurde Nassenheide durch den Markgrafen von Brandenburg dem Zisterzienserinnenkloster Zehdenick übereignet. 1437 wollte das Kloster Zehdenick Nassenheide wieder besiedeln. Spätestens 1541 war es ein Kirchdorf. Nach der Säkularisation des Klosters Zehdenick gehörte Nassenheide zu den landesherrlichen Ämtern Zehdenick (bis 1652), Oranienburg (bis 1745), Zehlendorf (bis 1763), Friedrichsthal (bis 1819) und Oranienburg (bis 1872). 1701 gab es in Nassenheide ein Lehnschulzengut und einen Krug. 1816/18 kam Nassenheide vom Niederbarnimischen Kreis der Mark Brandenburg zum neuen Kreis Niederbarnim der Provinz Brandenburg. 1840 hatte es die Siedlungsform eines Kreuzangerdorfs mit einer Windmühle.
Um 1879 erhielt Nassenheide einen Bahnhof an der Berliner Nordbahn.
Im Jahr 1900 bildete Nassenheide eine Landgemeinde mit 874 ha Fläche. Zum Gemeindebezirk gehörte der Wohnplatz Gut Birkhorst. Daneben bestand das Forsthaus Nassenheide im Gutsbezirk Forst Neuholland (später in Forst Sachsenhausen umbenannt). 1929 wurden Teile des Gutsbezirks einschließlich des Forsthauses Nassenheide in den Gemeindebezirk eingegliedert. 1946 wurden im Rahmen der Bodenreform in der Sowjetischen Besatzungszone 136 ha Bodenfläche aufgeteilt. Die erste Landwirtschaftliche Produktionsgenossenschaft wurde 1953 gegründet, eine weitere folgte. 1973 gab es in Nassenheide die Produktionsgenossenschaft des Handwerks Baugemeinschaft Nord und einen Betriebsteil Schweinemast des Volkseigenen Gutes Fleisch- und Frischeierproduktion Falkensee.
Seit der Verwaltungsreform von 1952 gehörte Nassenheide zum Kreis Oranienburg des Bezirks Potsdam. Von 1992 bis 2003 wurde die Gemeinde Nassenheide durch das Amt Oranienburg-Land verwaltet und ist seit 1993 Teil des Landkreises Oberhavel. Am 26. Oktober 2003 wurde Nassenheide in die Gemeinde Löwenberger Land eingemeindet und bildet seitdem einen Ortsteil.

## Einwohnerentwicklung
Die folgende Tabelle zeigt die Einwohnerentwicklung von Nassenheide zwischen 1875 und 2019 im Gebietsstand des jeweiligen Stichtages:
| Stichtag      | Einwohner | Bemerkungen                        |
| ------------- | --------- | ---------------------------------- |
| 1. Dez. 1875  | 0449      | Volkszählung                       |
| 1. Dez. 1890  | 0516      | Volkszählung                       |
| 1. Dez. 1910  | 0619      | Volkszählung                       |
| 16. Juni 1925 | 0787      | Volkszählung                       |
| 16. Juni 1933 | 0903      | Volkszählung                       |
| 17. Mai 1939  | 1065      | Volkszählung                       |
| 29. Okt. 1946 | 1328      | Volkszählung                       |
| 31. Aug. 1950 | 1374      | Volkszählung                       |
| 31. Dez. 1964 | 1325      | Volkszählung                       |
| 1. Jan. 1971  | 1294      | Volkszählung                       |
| 31. Dez. 1981 | 1170      | Volkszählung                       |
| 3. Okt. 1990  | 1116      | Tag der Deutschen Einheit          |
| 31. Dez. 2002 | 1435      | letzter Stichtag vor Eingemeindung |
| 7. Jan. 2019  | 1651      | Volkszählung                       |

## Kultur und Sehenswürdigkeiten
Die 1541 bereits in Dokumenten erwähnte Kirche in Nassenheide wurde 1589 durch einen Neubau ersetzt. Die heutige Kirche stammt von 1749 und wurde 1776 um einen Kirchturm ergänzt. Sie steht unter Denkmalschutz.